# Gábor Kemény
Gábor Kemény (ur. 10 maja 1948 w Budapeszcie, zm. 7 marca 2021) – węgierski językoznawca. Zajmował się stylistyką i gramatyką.

## Życiorys
W 1966 r. ukończył szkołę średnią. W latach 1966–1971 studiował hungarystykę na Uniwersytecie Loránda Eötvösa. Od 1971 r. pracował jako stypendysta w Instytucie Językoznawstwa Węgierskiej Akademii Nauk; od 2002 r. piastował stanowisko doradcy naukowego.
W 1974 r. uzyskał doktorat; w 1987 r. został kandydatem językoznawstwa, a w 2002 r. doktorem Węgierskiej Akademii Nauk. Habilitował się w listopadzie 2002 r.
W latach 1994–2003 docent na Uniwersytecie w Miszkolcu; od 2003 r. profesor uniweytecki.

## Publikacje
Jego dorobek obejmuje ponad 20 książek.
- Krúdy képalkotása (1974)
- Képszerűség és kompozíció Krúdy prózájában (1975)
- Szindbád nyomában. Krúdy Gyula a kortársak között (1991)
- Bevezetés a nyelvi kép stilisztikájába (2002)